# گروزیو
گروزیو (به ایتالیایی: Grosio) یک کومونه در ایتالیا است که در استان سوندریو واقع شده‌است.

## خصوصیات
گروزیو ۱۲۷٫۰ کیلومترمربع مساحت و ۴٬۷۹۰ نفر جمعیت دارد و ۶۵۶ متر بالاتر از سطح دریا واقع شده‌است.

## خواهرخوانده
شهر لاسترا آ سینیا خواهرخواندهٔ گروزیو هست.